# This Year's Model
Albums de Elvis Costello
My Aim Is True
(1977) Live at the El Mocambo
(1978)
This Year's Model (1978) est le second album d'Elvis Costello et le premier avec son groupe The Attractions. Il a principalement été enregistré à Eden Studios à Londres.
Les premières éditions de l'album ont une couverture apparemment mal imprimée, avec le « E » de « Elvis » hors de la face de la couverture et une barre de couleurs d'imprimerie le long du côté droit. C'était cependant volontaire (une caractéristique du designer de couverture Barney Bubbles), tout comme le texte « Special Pressing No. 003. Ring 434 32 32. Ask for Moira for your prize » imprimé dans la spirale centrale de la face A.

## Accueil
L'album est généralement considéré comme l'un des meilleurs albums de rock de tous les temps. Il fut voté meilleur album de l'année 1978 dans le sondage Pazz & Jop du journal The Village Voice . En 2000, Q magazine a placé This Year's Model à la 82e place de sa liste des 100 Meilleurs Albums Britanniques de tous les temps. En 1987, Rolling Stone magazine l'a placé à la 11e place de sa liste des Meilleurs Albums de la Période 1977-1987. En 2003, le même magazine a placé l'album à la 98e place de sa liste des 500 Meilleurs Albums de tous les temps. Dans son livre The Alternative Music Almanach de 1995, le critique canadien Alan Cross lui a octroyé la 7e place dans sa liste de « 10 Albums Alternatifs Classiques ».

## Liste des pistes

### Album d'origine
| No  | Titre                           | Auteur         | Durée |
| --- | ------------------------------- | -------------- | ----- |
| 1.  | No Action                       | Elvis Costello | 1:58  |
| 2.  | This Year's Girl                | Costello       | 3:17  |
| 3.  | The Beat                        | Costello       | 3:45  |
| 4.  | Pump It Up                      | Costello       | 3:14  |
| 5.  | Little Triggers                 | Costello       | 2:40  |
| 6.  | You Belong to Me                | Costello       | 2:22  |
| 7.  | Hand in Hand                    | Costello       | 2:33  |
| 8.  | (I Don't Want to Go to) Chelsea | Costello       | 3:07  |
| 9.  | Lip Service                     | Costello       | 2:36  |
| 10. | Living in Paradise              | Costello       | 3:52  |
| 11. | Lipstick Vogue                  | Costello       | 3:29  |
| 12. | Night Rally                     | Costello       | 2:41  |

- Sur le disque d'origine, les six premières chansons constituaient la face A, les six suivantes la face B. L'édition américaine de Columbia, sortie deux mois après la version américaine, comprend Radio Radio à la fin de la face B en remplacement de  (I Don't Want to Go to) Chelsea et Night Rally (chansons considérées semble-t-il comme « trop anglaises » dans leur sujet).

### Pistes supplémentaires (réédition Rykodisc de 1993)
| No  | Titre                 | Durée |
| --- | --------------------- | ----- |
| 13. | Radio Radio           | 3:05  |
| 14. | Big Tears             | 3:09  |
| 15. | Crawling in the USA   | 2:53  |
| 16. | Running Out of Angels | 2:02  |
| 17. | Green Shirt           | 2:20  |
| 18. | Big Boys              | 3:00  |

- Cette réédition place Radio Radio à la suite de Night Rally, séparées par un silence de 10 secondes. Toutes les pistes, y compris les pistes bonus sont sur un seul CD.

### Pistes supplémentaires (réédition Rhino Records de 2002)
| No  | Titre                                                           | Auteur                  | Durée |
| --- | --------------------------------------------------------------- | ----------------------- | ----- |
| 13. | Big Tears                                                       |                         | 3:12  |
| 14. | Crawling to the USA                                             |                         | 2:55  |
| 15. | Running Out of Angels (Demo)                                    |                         | 2:05  |
| 16. | Green Shirt (Demo)                                              |                         | 2:22  |
| 17. | Big Boys (Demo)                                                 |                         | 3:00  |
| 18. | You Belong to Me (Capitol Radio version)                        |                         | 1:55  |
| 19. | Radio Radio (Capitol Radio version)                             |                         | 3:01  |
| 20. | Neat Neat Neat (Live)                                           | Brian James             | 3:16  |
| 21. | Roadette Song (Live)                                            | Ian Dury; Russell Hardy | 5:40  |
| 22. | This Year's Girl (Alternate Eden Studios version)               |                         | 2:09  |
| 23. | (I Don't Want to Go to) Chelsea (Basing Street Studios version) |                         | 3:00  |
| 24. | Stranger in the House (BBC version)                             |                         | 4:15  |

- Cette réédition place l'album original et l'intégralité des pistes bonus sur deux disques séparés.

## Personnel
- Elvis Costello - Guitare; Chant
- Steve Nieve - Piano; Orgue électronique
- Bruce Thomas - Guitare basse
- Pete Thomas - Batterie